# Henry Seymour

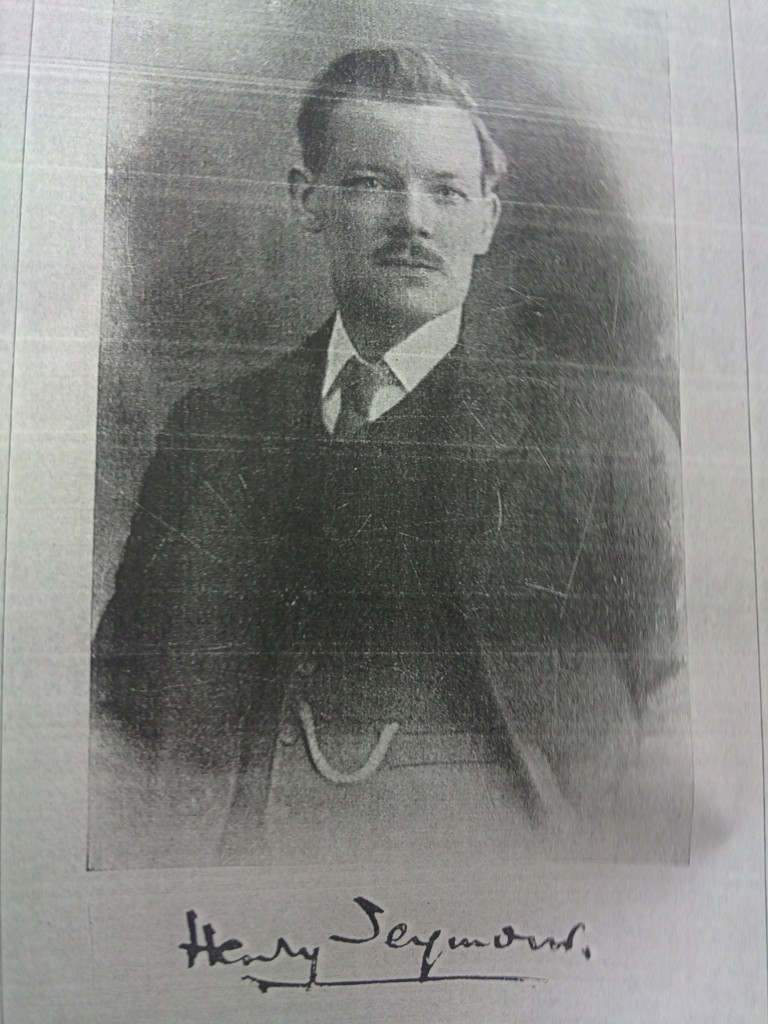
Henry Albert Seymour do frontispício de "A Reprodução de Som"

Henry Albert Seymour (Hayes, Kent, 1861-1938) foi um secularista, anarquista individualista, e editor britânico. Ele publicou o primeiro periódico anarquista em idioma inglês na Grã-Bretanha.

## Biografia
Seymour começou a se destacar em 1882, quando morava em Tunbridge Wells, Kent. Seymour foi o secretário da Sociedade Secular de Tunbridge Wells e ele foi condenado, no verão de 1882 por blasfêmia.
Em 1885 Seymour publicou o primeiro periódico anarquista em idioma inglês na Grã-Bretanha, "The Anarchist". Ele começou a trabalhar na primeira edicao enquanto ainda vivia em Tunbridge Wells, embora não tenha sido publicada até que ele completou sua transferência para Islington, Londres.
O periódico foi publicado a partir de 1885 até 1888 e foi brevemente co-editado por Peter Kropotkin e Wilson Charlotte, os quais posteriormente passaram a editar o "Liberdade" após desentendimentos entre os três.
Seymour é importante na história da anarquismo britanico, particularmente do anarquismo individualista, um ramo do anarquismo que diminuiu em influência na Grã-Bretanha desde o início do século XX. Seymour publicou um vasto leque de obras sobre temas anarquistas.
Seymour estava envolvido em muitos grupos e causas durante os últimos do século XIX. Ele era um membro fundador da "Free Currency Propaganda"  e produziu um panfleto chamado The Monomaniacs – A fable in finance.
Seymour assumiu editoria de O Adulto após a prisão de George Bedborough, o editor anterior.
Em sua vida mais tarde Seymour envolveu-se na Francis Bacon Society, e foi o editor do jornal da sociedade, Baconiana.
Seymour morreu em 3 de fevereiro de 1938.

## Obra
- Anarchy: Theory & Practice. London: [s.n.] 1888
- The Anarchy of Love: or the Science of the Sexes. London: [s.n.] 1888
- An Examination of the Malthusian Theory. London: [s.n.] 1889
- Proudhon Press, ed. (1894). The Two Anarchisms. London: [s.n.]
- The Monomaniacs: a Fable in Finance (reprinted from London  Liberty). London: W. Reeves. 1895. 8 páginas
- The Physiology of Love: a Study in Stirpiculture, etc. London: L.N. Fowler & Co. 1898
- The Reproduction of Sound. Being a description of the mechanical appliances and technical processes employed in the art. London: W B Tattersall. 1917[7][8]